# Dartmoor Forest
Dartmoor Forest est une paroisse civile du Devon, située dans l'Angleterre du Sud-Ouest. 